# Rob van de Rovers
Rob van de Rovers (Originele titel: Roy of the Rovers) is een Britse stripreeks oorspronkelijk geschreven door Frank S. Pepper en getekend door Joe Colquhoun. Daarna werd de reeks verdergezet door verscheidene stripauteurs. Deze voetbalstrip draait om Randstad Rovers' speler/manager Rob Ridder. Hij beleeft allerlei avonturen op en rond het voetbalveld.

## Albums
1. De Spaanse ster
2. De brokkenmaker
3. De aartsrivalen
4. Gevaar op Kreta
5. Rob contra Penny
6. Degradatie
7. Kogels voor Rob
8. Wie is de dader?
9. Vaarwel Rovers?
10. De overloper
11. Volhouden, Rob!
12. Schot voor open doel
13. Problemen bij de Rovers
14. De harde tegenstander
15. De nieuwe aanwinsten
16. De recordpoging
17. Tanks in het stadion
18. Busramp in Basran
19. Een valse start
20. De voetbalpas
21. Op weg naar het miljoen
22. Rob in Oranje
23. Toernooi in Tokio